# Euselasia clithra
Euselasia clithra är en fjärilsart som beskrevs av Bates 1868. Euselasia clithra ingår i släktet Euselasia och familjen Riodinidae. Inga underarter finns listade i Catalogue of Life.